# Jakub Przybylski (komunista)
Jakub Przybylski pseud. Rogal (ur. 23 czerwca 1898 w Rogalinku, zm. 13 sierpnia 1944 w Żabikowie) – działacz komunistyczny i związkowy, członek KPP i PPR.

## Życiorys
Syn Jakuba i Petroneli z Cichockich. Od 1917 żołnierz w niemieckiej armii, uczestnik walk na froncie zachodnim, w listopadzie 1918 brał udział w rewolucji w Niemczech. Po pobycie w Senftenbergu i Międzychodzie osiedlił się w Poznaniu, gdzie w latach 1923-1934 był ślusarzem w warsztatach kolejowych PKP. Od 1924 działał w Związku Zawodowym Kolejarzy, od 1929 w PPS-Lewicy (członek Okręgowego Komitetu Wykonawczego tej partii), a w 1930 wstąpił do KPP. 1934–1937 był członkiem Wydziału Zawodowego Komitetu Okręgowego (KO) KPP Poznań-Pomorze, za co został zwolniony z pracy.
Podczas okupacji hitlerowskiej pracował w niemieckim przedsiębiorstwie handlu owocami i warzywami, a od początku 1940, gdy odnowił dawne kontakty z działaczami KPP, zaczął działać w podziemiu komunistycznym, doprowadzając wiosną do powstania organizacji komunistycznej o nazwie KPP, w której został sekretarzem Komitetu Okręgowego w Poznaniu. Jesienią 1942 włączył KPP w struktury PPR i utworzył miejskie i okręgowe władze poznańskiej PPR; we wrześniu 1942 w swoim mieszkaniu przy ul. Głogowskiej 185 zorganizował założycielskie zebranie PPR na Poznań i okolicę i został sekretarzem Komitetu Miejskiego (KM). Na tym stanowisku organizował działalność dywersyjną i sabotażową w przedsiębiorstwach i fabrykach, brał udział w posiedzeniach Komitetu Obwodowego PPR w Łodzi i odbywał rozmowy z Ignacym Logą-Sowińskim. Ponadto dostarczał do Poznania instrukcje i polecenia Komitetu Centralnego (KC) PPR. 28 kwietnia 1943 został aresztowany i osadzony w siedzibie poznańskiego gestapo w tzw. Domu Żołnierza, gdzie przeszedł bardzo ciężkie śledztwo. W październiku 1943 został przeniesiony do obozu karnego w Żabikowie, gdzie 13 sierpnia 1944 został rozstrzelany wraz z 10 innymi działaczami poznańskiej PPR. Pozostawił dwóch synów. Jego imieniem nazwano jedną z ulic na poznańskim Świerczewie oraz w Swarzędzu.